# Inje-eup
Inje-eup (koreanska: 인제읍) är en köping i kommunen Inje-gun i provinsen Gangwon i den norra delen av Sydkorea, 120 km nordost om huvudstaden Seoul. Det är den administrativa centralorten i kommunen.